# Global File System
Informática, global file system o simplemente GFS es un tipo de sistemas de archivo distribuido construido en el sistema de archivos local para proveer acceso transparente a múltiples sistemas. Un sistemas de archivos global tiene algunas propiedades como bloqueo de interface, no cacheado, etc., pero garantiza que el nombre de la ruta corresponda con algún objeto en todas las computadoras que se vinculan el sistema de archivos.